# Terpsichore flexuosa
Terpsichore flexuosa là một loài thực vật có mạch trong họ Polypodiaceae. Loài này được (Maxon) A.R. Sm. miêu tả khoa học đầu tiên năm 1995.